# Богдан Бабић (инжењер)
Богдан Бабић (Бања Лука, 15. фебруар 1885 - Сарајево, 10. јануар 1938) био је директор Дирекције шума Дринске бановине, члан Главне управе Југословенског Шумарског Удружења и предсједник ФК Славија.

## Биографија
Богдан Бабић рођен је у Бања Луци 1885, као син трговца Спасоја Бабића, који је, уз Сима и Васа Видовића, Воју Билбију и Васу Пелагића био један од организатора у Босанском устанку, на чијем челу ће се истаћи и Спасојев брат од стрица, војвода Голуб Бабић. Бабићи потичу од крајишких старинаца из Змијања, од којих је најпознатији Ситвук Бабић, за којег гусларски епови кажу да је 1593. освојио Бихаћ за „цара Сулејмана.“
По завршеној средњој школи одлази на Високу школу за културу тла у Бечу, гдје се истиче као један од најбољих студената, па тако већ 1910. Постаје млади практикант при Одјелу за уређивање шума при Шумарском одсјеку земаљске владе у Сарајеву, да би већ 1912. постао асистент у Шумској управи на Илиџи, да би мало након тога постао шеф шумске управе у Возући, гдје покреће и властиту фирму за трговину дрветом. Као српски и југословенски родољуб 1914. одбија истаћи црни барјак на својој кући у Сарајеву, а након атентата Гаврила Принципа на пријестолонасљедника Франца Фердинанда. Због тога је осуђен на казну затвора, а затим отпремљен на прву линију фронта са Србијом, гдје задобија тешке повреде. Након опоравка, а ради недостатка стручног кадра, аустроугарска власт га поставља за шефа шумске управе Угар-Турбе, гдје остаје све до дана ослобођења 1918.
На тој дужности остао је до 1926. године, а већ године 1927. почиње службовати у Дирекцији шума у Сарајеву, а 1931. године преузима дужност њеног директора. На истој је дужности са прекидом од једне године, коју је провео као шеф одсјека за шумарство при дринској бановини, остао до своје трагичне смрти 1938, вршећи своју дужност. Како стоји у извјештају са мјеста несреће: "Изгубили су моћ кочења и управљања вагонетом на шумској котутрачи, те су у највећој брзини искочили из трачница. Том је приликом покојник задобио тешке повреде, што му је, ето, коначно било и узроком смрти. У најљепшој стваралачкој доби, у 53. години живота".
У осмртници коју је 2. фебруара 1938. објавио Шумарски лист, са пуно љубави, су написане и сљедеће ријечи:
Као чиновник и директор био је тактичан до крајности и пун углађености. Био је праведан старјешина, добар друг и пун поштовања према старијима. У раду је био тачан и енергичан, пун иницијативе и организаторскога духа, а стручно одлично спреман, што се најбоље види по томе, да-он —сразмерно млад човјек— преузима 1919. године водство фирме »Угар« д.д. и држи га с успјехом 7 година. Исто је тако касније водио Покојник је осим у својој струци дјеловао са великим успјехом и на разним драгим пољима рада. Необична бистрина духа и брзо сналажење и у најтежим ситуацијама свагдје му је пружало водећа мјеста, гдје је он потпуно и у цијелости оправдао тај избор. Тешко је у кратким цртама прикупити сав рад покојников, јер му је дух био немиран, те ни часа није пуштао без дјеловања. Сарађивао је као члан у многим друштвима, био је познат у цијелом шумарском свијету као одличан и објективан стручњак, фунгирао је као вјештак у многим тешким и замршеним споровима. Видимо га као друга и колегу, гдје улаже све своје настојање, да би у шумарске кругове повратио онај стари, добри, интимни другарски живот, те са много материјалних жртава употребљује сваку прилику, да би сакупио у интиман круг што више шумара, како би се што боље упознали и зближили. У оваковим моментима био је само друг, те је својим хумором и расположењем свакога лако и брзо предобио за се. У приватном животу био је узоран грађанин и добар национални радник. Сваку згоду и незгоду примао је мирно, па је и у најтежим моментима био пун прегарања. Сносио је све терете стојичким миром и хладнокрвношћу.
Поред тога што је био врхунски стручњак, Богдан Бабић је остао у сјећању као човјек који свесрдно помаже невољне и потребите. Такођер је остало забиљежено да су, при обнови Цркве Светог Саве у Блажују код Сарајева нова звона: велико од 386,5 килограма купили вјерници парохије блажујске за 30.801 тадашњих динара, средње тежине 268,5 килограма купио је за 21.952 динара индустријалац инжењер Богдан Бабић и треће тежине 99 килограма купио је 9.226 динара угледни трговац и предсједник Црквеног одбора Ристо Капор. Звона на цркви, освештао је овом приликом митрополит дабробосански, свети Петар Зимоњић.
Богдан Бабић је био врсни спортиста, планинар и ловац. Двије године ће бити предсједник Савеза ловачких друштава за Босну и Херцеговину и предсједник планинарског друштва "Космос". Најважнија спортска функција јесте предсједник, а касније почасни предсједник спортског друштва Славија. Био је у почасном одбору Првог Слета Смучара Краљевине Југославије који је одржан у Сарајеву од 13. до 16. фебруара 1937. године у знак прославе 15-годишњице опстанка Југославенског Зимско-спортског Савеза под покровитељством господина др Милана Стојадиновића.
Краљ Александар I Карађорђевић одликовао је Богдана Бабића орденом Бијелог Орла V. степена 1934, орденом Светог Саве V. и IV. степена и орденом Југословенске Круне V. степена.
Преминуо је 10. јануара 1938. у Сарајеву. На сахрани Богдана Бабића, присуствовали су, сем државних, бановинских и сарајевских градских на стотине Сарајлија свих националности и вјероисповијести који су га цијенили и вољели као изврсног стручњака и доброг човјека. Као резервном коњичком капетану Прве класе исказане су покојнику на сахрани војничке почасти, те је ковчег уз пратњу једне чете ђака-војника на коњима и уз пратњу војне музике превезен на лафету. Уз њега је ступало шест наредника са исуканим сабљама.
Иза Богдана Бабића, остале су удовица Марија Бабић (рођена Телар) и седмогодишња кћерка Бранка Бабић. Југословенском шумарском удружењу удовица Марија Бабић се захвалила преко страница Шумарског листа наредним ријечима: Овиме Вам у име своје, као и у име цијеле породице благодарим на изразима саучешћа и исказаној пажњи приликом смрти мога покојнога мужа Инг. Богдана Бабића, коју је изказало цијењено Удружење изашиљањем свога уваженога предсједника на сахрану, гдје се, у име цијелога Удружења и свих другова покојникових, са њим опростио и положио прекрасан вијенац. Искрено Вам благодарим и на топлом комеморисању смрти мога покојног мужа у Шумарском Листу, као и на доношењу његове слике на првој страни Шумарског Листа и припосланим ми примјерцима истога. Уједно се захваљујем и на пажњи, коју су Ваше подружнице исказале милом ми покојнику, шаљући делегате односно судјелујући на сахрани и полажући вијенце. Молим Вас да и овом приликом изволите примити изразе мога поштовања.